# Industrielle Betriebe Interlaken

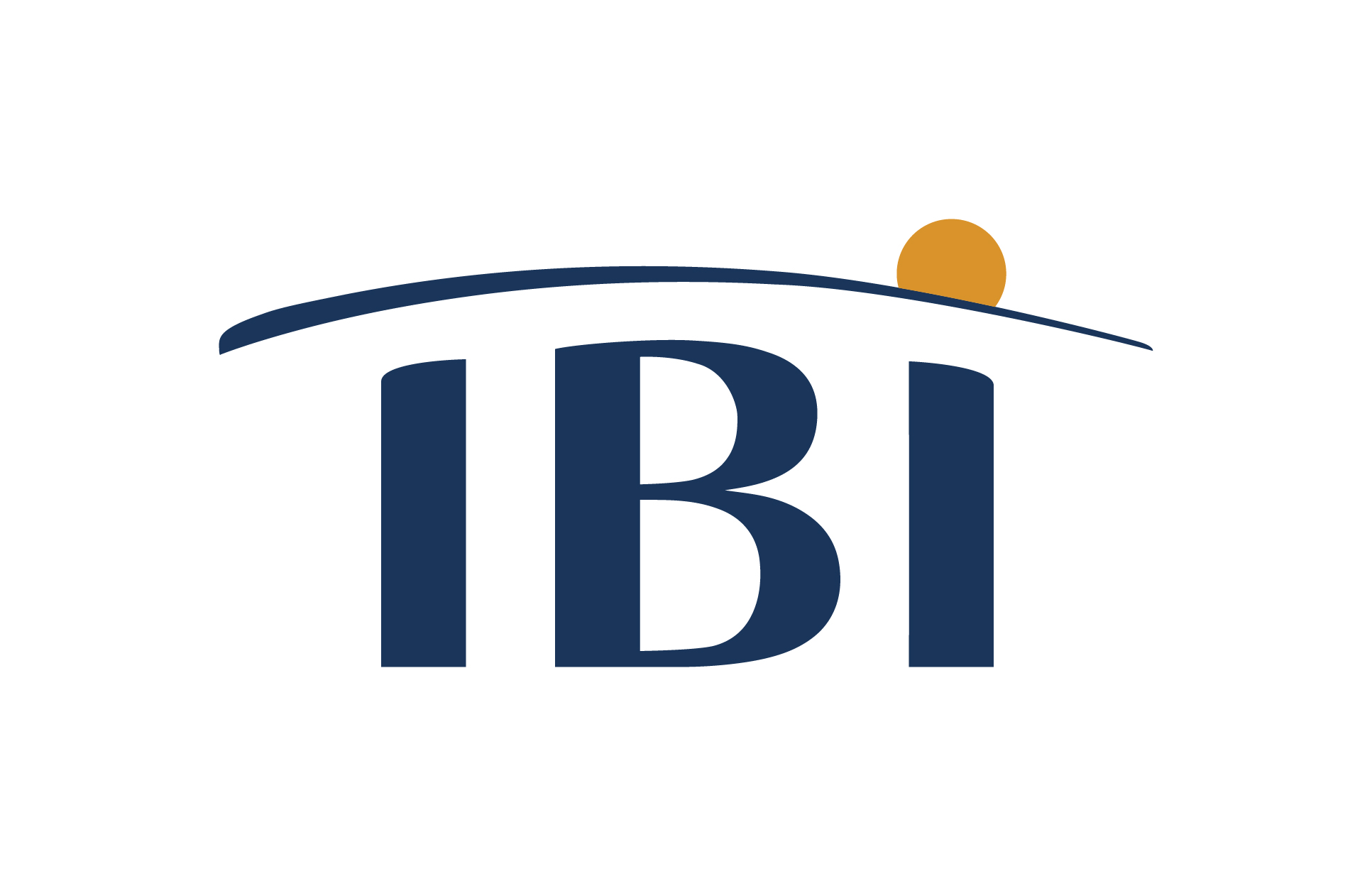

Die Industrielle Betriebe Interlaken AG (IBI) ist ein Energieversorgungsunternehmen für mehrere Gemeinden in der Region Interlaken im Schweizerischen Kanton Bern.
Das im Jahr 1904 gegründete Unternehmen versorgt die Einwohnergemeinden Interlaken, Matten und Unterseen mit Strom, Gas und Trinkwasser sowie die Einwohnergemeinde Bönigen mit Gas. Die IBI bietet ausserdem energienahe Dienstleistungen in den Bereichen GIS (Geoinformationssystem), Energieberatung, E-Mobilität, Trinkwasserhygiene und Brandschutz an. Seit 2020 wird das Unternehmen als Aktiengesellschaft geführt.
Die IBI betreibt Wasserkraftwerke in Interlaken und Unterseen, Trinkwasserkraftwerke bei Saxeten und Wilderswil sowie Photovoltaikanlagen im Raum Interlaken.